# Complejo Juan Felipe Ibarra
El Complejo Juan Felipe Ibarra es un conjunto de edificios gubernamentales que está ubicado en la ciudad de Santiago del Estero, Argentina. El mismo alberga a los ministerios de Economía y Educación del Gobierno de la Provincia de Santiago del Estero, la Caja Social, el Data Center, el Archivo General de la Provincia y estacionamientos.
Consta de dos torres independientes de 24 y 18 pisos, vinculadas por dos puentes en los pisos 7º y 14º, más dos edificios de menor altura, de 10 y 5 pisos cada uno. Presentan una fachada de doble vidriado tonalizado con cámara de aire, que minimiza el gasto energético, produciendo un complejo sustentable adecuado al clima de la ciudad. Además en las fachadas más expuestas a la luz solar posee parasoles.
El complejo se encuentra relacionado a través de un gran basamento, ya que el ingreso al mismo es a través de un “Paseo Cultural”, que une la calle 24 de septiembre con la Avenida Belgrano, vinculando ambos edificios en un espacio común.
El recorrido propiamente dicho de esta calle se convierte en un área de exposición de pintura, escultura, tapicería regional y fotografía, donde se destaca un salón de usos múltiples (S.U.M.), la oficina de turismo y un minibanco. Al final del recorrido se encuentra un Auditorio, lugar de exposiciones y eventos culturales.
Los edificios se encuentran abiertos a la comunidad. Además cuentan con una plaza seca, un bar café y un mirador en el piso 24º, que sirve como punto de encuentro y de visita para turistas. El complejo tiene un especial significado, por cuanto forma parte de las concreciones que transformaron en los últimos años la fisonomía urbanística de Santiago del Estero, convirtiéndose en un ícono de la ciudad y también de la provincia.
En diciembre de 2015, el complejo Juan Felipe Ibarra fue distinguido con la Certificación LEED (Leadership in Energy and Environmental Desing – Liderazgo en Energía y Diseño Medioambiental) en el nivel Plata, otorgada por el Consejo de la Construcción Verde de Estados Unidos (US Green Building Council).

## Antecedentes
Durante la primera década del siglo XXI, el Gobierno de la Provincia de Santiago del Estero ha dado respuesta a la necesidad de brindar a sus dependencias de modernos y funcionales edificios para desarrollar sus actividades. Cabe destacar que muchas de sus reparticiones no contaban con edificios propios, resultando en un gasto de alquileres, condiciones poco propicias para los empleados de las dependencias y disperción de las mismas.
En el marco de esta política, se han desarrollado edificios como los de Escribanía de Gobierno, Fiscalía del Estado, la ampliación del Palacio de Tribunales y la nueva Sede de la Legislatura Provincial. Para esto, se ha buscado recuperar terrenos o edificios abandonados y devolverle su valor patrimonial e histórico.
En el año 2010, el gobernador Gerardo Zamora anunció la construcción de dos edificios para los ministerios de Economía y Educación. El lugar elegido fue el terreno donde funcionaba la antigua Escuela de Comercio, ubicada en la calle 24 de Septiembre al 100. Este edificio fue inaugurado en el año 1880, por el entonces gobernador de Santiago del Estero, Manuel Taboada. En dichas instalaciones funcionó la Escuela Normal hasta mediados del siglo XX, y posteriormente la Escuela de Comercio "Profesor Antenor Ferreyra" hasta el año 1998. A partir de entonces, funcionó la Escuela de Música “Nicolás Segundo Gennero”, que posteriormente fue trasladada a su nuevo local en el año 2009, quedando este inmueble abandonado sin ningún uso.
El proyecto propuesto tuvo como particularidad la conservación de la fachada antigua de la escuela y algunos espacios históricos, los que sirven de ingreso al Ministerio de Educación.

## Premisas del proyecto

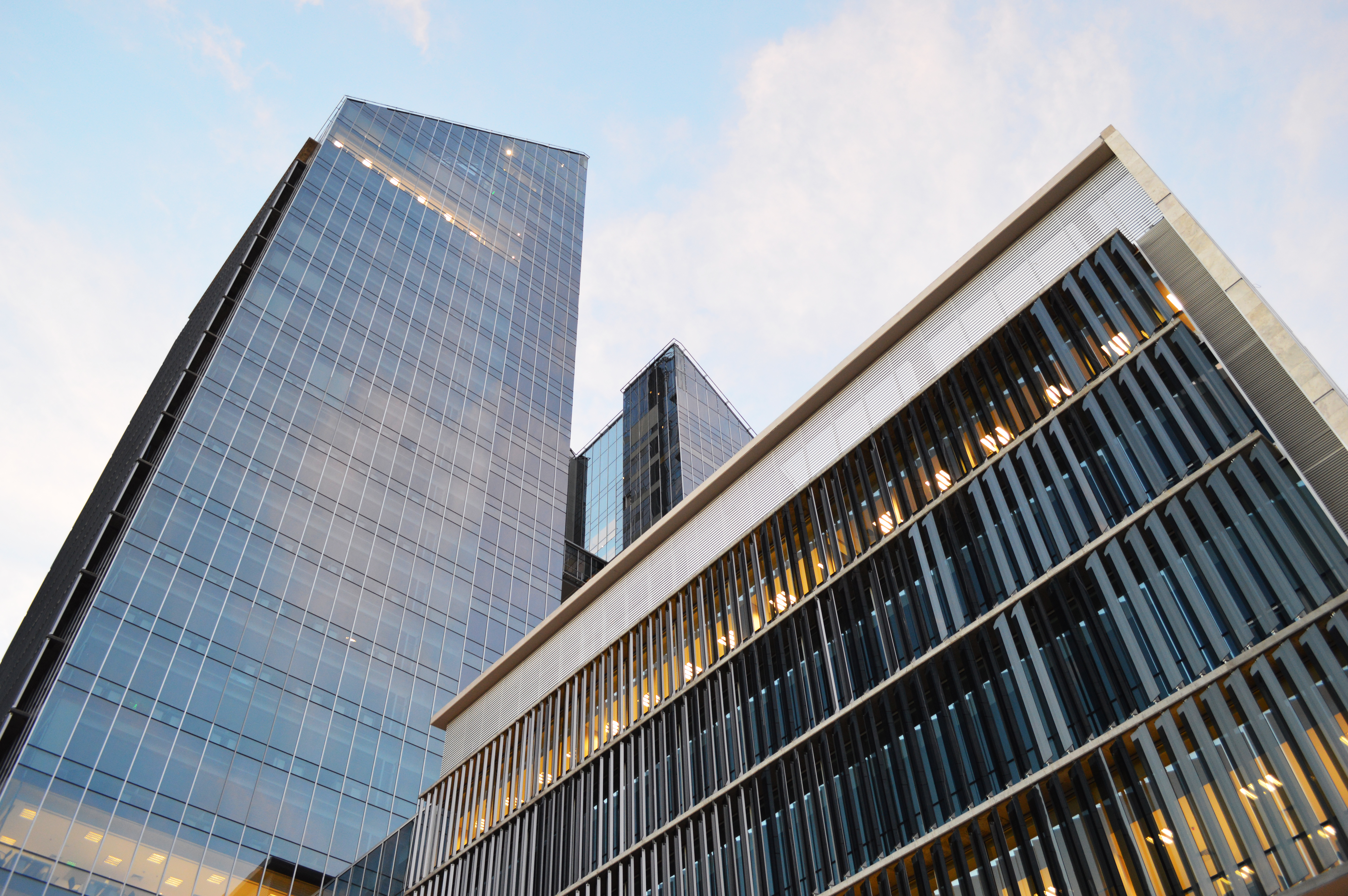
Vista parcial del complejo edilicio.

El desarrollo del complejo, que alberga los edificios de los ministerios de Educación y Economía, la Caja Social, el Data Center y el Archivo General de la Provincia, surgió como una necesidad de dotar a ambos ministerios y demás oficinas de un espacio funcional donde desarrollar sus actividades. Se solucionó con ello las condiciones poco propicias observadas en los espacios que albergaban sus dependencias, evitando la dispersión física de las reparticiones que lo componen al poder concentrar las mismas y lograr así una mayor operatividad y mejores espacios de trabajo.
No es casual que las dos funciones indelegables del Estado, Economía y Educación, convivan en un complejo común: la economía, se vincula y retroalimenta con la educación, motor del desarrollo y progreso material, de la afirmación de los valores éticos y de la igualación de derechos y oportunidades para todos los ciudadanos.

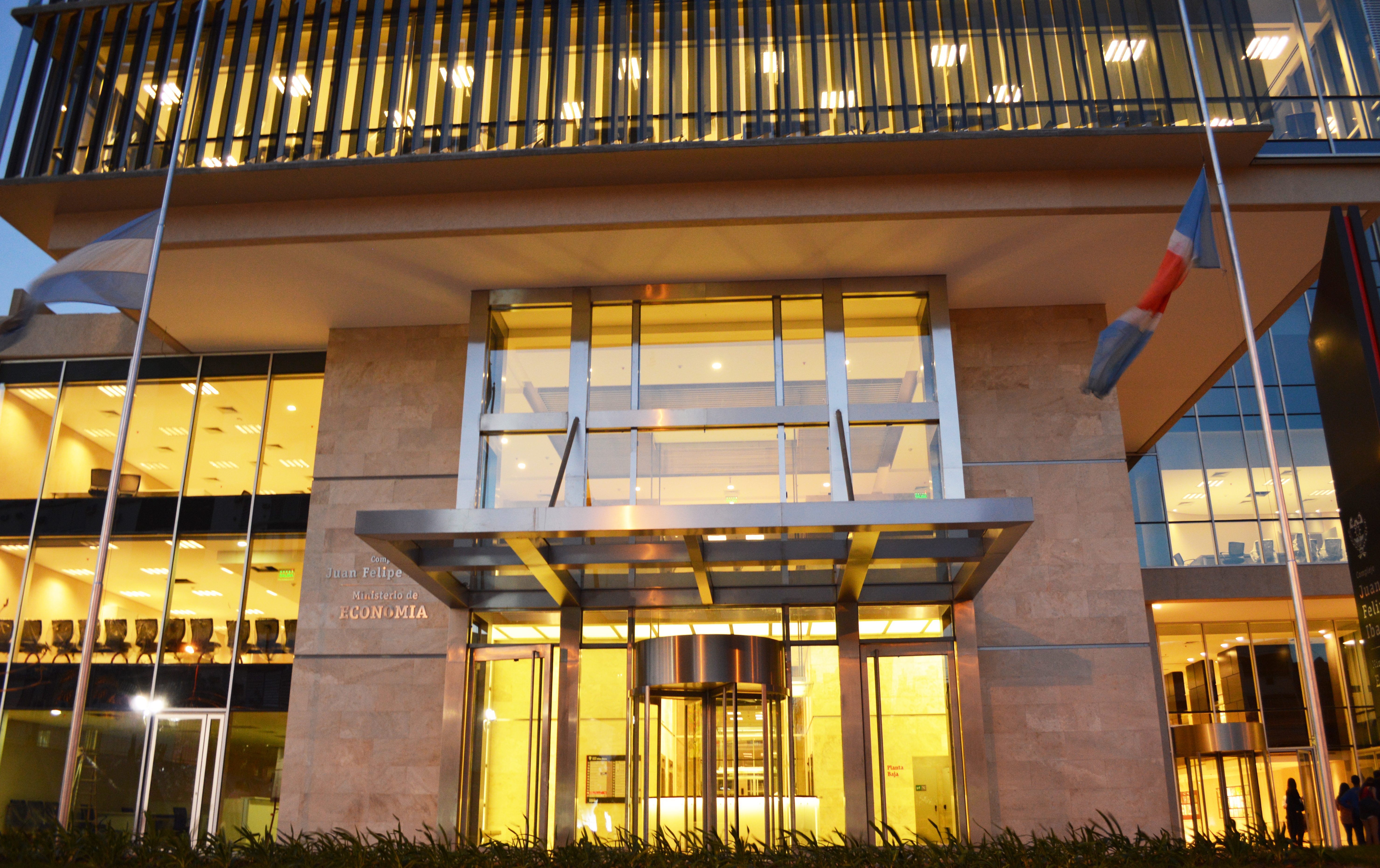
Ingreso al Ministerio de Economía sobre Avenida Belgrano.

En respuesta a esta situación descripta, se individualizaron a ambas funciones en dos torres independientes pero vinculadas entre sí, a través de dos puentes en altura que trazan una conexión entre Economía y Educación. En efecto ambos volúmenes convergen y apuntan a través de sus remates en forma de flecha hacia el espacio superior, un territorio común al que hay que ascender a través del trabajo creador de la tarea de los hombres y mujeres santiagueños, unos en el área de economía, otros en el área de la educación apuntando hacia arriba, a un espacio común de la superación de la calidad de vida para todos los ciudadanos.
En el plano de ingreso al complejo, se encuentra el Paseo Cultural, que une la calle 24 de septiembre con la Avenida Belgrano. Une a ambos edificios en un espacio común dedicado a la cultura y la promoción de las actividades centradas en el desarrollo integrador, como por ejemplo, la producción cultural turística.

### Paseo Cultural

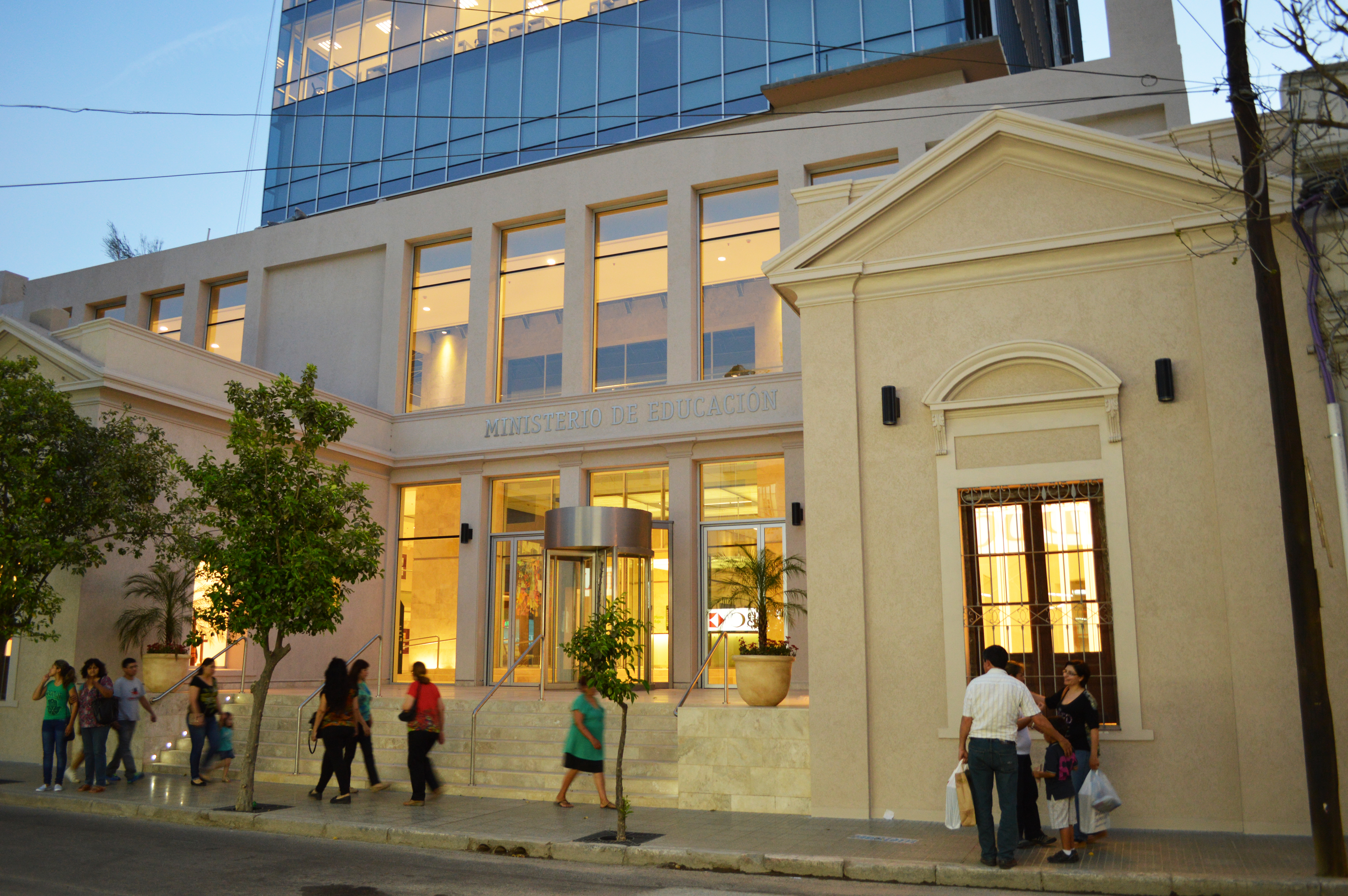
Ingreso al Ministerio de Educación sobre calle 24 de septiembre. Se caracteriza por conservar la fachada histórica de la antigua Escuela que existía en el predio.

El Paseo Cultural se inicia por la calle 24 de septiembre, en el punto donde se rinde homenaje a la escuela fundada por el gobernador Manuel Taboada en el año 1880. Los dos volúmenes rescatados y su patio de ingreso constituyen también el ingreso al complejo edilicio, trazando también un puente entre el pasado, el presente y los objetivos futuros.
Una vez ingresado al paseo, se desarrolla una calle interna de triple altura que llega a la plaza cerca del ministerio de Economía y finalmente a través de esta a la Avenida Belgrano.
El recorrido de esta calle se inicia con el local de Turismo y otros tres locales comerciales. Por esta calle interior se ingresa al ministerio de Educación y también al ministerio de Economía. El recorrido propiamente dicho de esta calle, se convierte en un área de exposición de pintura, escultura, tapicería regional y fotografía. Esta área se desarrolla en tres niveles diferentes, permitiendo realizar simultáneamente hasta tres exposiciones diferentes. Al final del recorrido se encuentra el Auditorio, lugar de exposiciones y eventos culturales, como conferencias, presentaciones y shows, lo que lo convierte en un punto de encuentro urbano.
Actuando de bisagra entre el Paseo Cultural y la plaza de la esquina, se encuentra el café restaurante. El mismo sirve como apoyo gastronómico a las actividades que se desarrollan en el Paseo Cultural y al personal de ambos ministerios  y también como dinamizador de las actividades en la plaza ubicada en la esquina.
El planteo de los accesos a los dos edificios y las plantas tipo para las diferentes actividades han sido desarrollados buscando la máxima flexibilidad de manera que pueda el espacio adaptarse a diferentes criterios según pase el tiempo.

## Aspectos constructivos

### Resolución estructural
La resolución estructural se da a través de cuatro grandes apoyos constituidos por tabiques de hormigón armado, que permiten una gran rigidez estructural en los volúmenes de cada torre, pero también logran resolver otros dos objetivos:
1. Vincular ambos núcleos circulatorios verticales con puentes donde se desee.
2. Liberar el 100% los frentes vidriados de las torres, logrando una magnífica vista e iluminación.

En ambas torres se han distribuido las funciones de manera tal que las tandas inferiores sean las que reciban más público, y las más altas sean las de funciones más jerárquicas y de menos atención de público.
En el primer subsuelo se desarrolla un amplio estacionamiento para autos, motos y bicicletas, que tiene ingreso y salidas alternativas desde las calles 24 de septiembre y 9 de julio.

### Propuesta ambiental
El complejo propone respuestas de carácter progresivo y electivo para el control ambiental y el ahorro de energía. El frente vidriado de ambas torres es de cristal Guardian DVH 43 de máxima capacidad para controlar los rayos solares. Las caras más expuestas a las orientaciones de más carga térmica llevan parasoles de cristal laminado 2 cm oscurecidos.

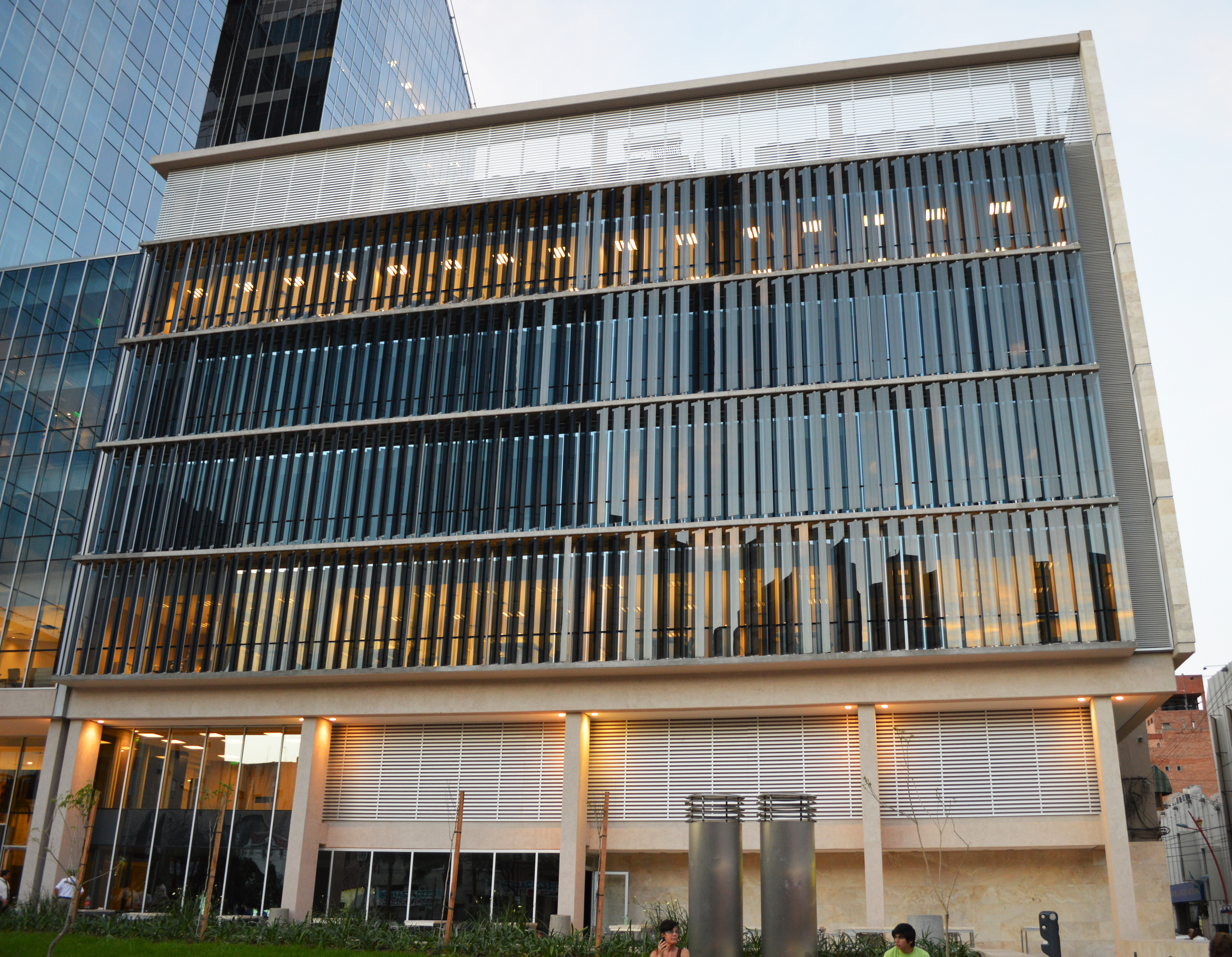
Edificio de la Caja Social.

A su vez está prevista la posibilidad de incorporar de manera progresiva paneles solares, que podrán en el futuro disminuir el costo de la iluminación ornamental. La idea central es en lo posible acercarse a calificación normalizada para edificios autosustentables.

### Datos técnicos
El Edificio de Economía, de 105 m de altura, es el más alto del complejo y el más alto de la ciudad de Santiago del Estero y del Noroeste Argentino. Está organizado con los siguientes niveles: del 2° a 18° plantas de oficinas, sanitarios y office, 19° y 20° Área ministerial, 21° sala máquinas, aire acondicionado, patios y acceso a mirador, 22° depósitos, 23° sala máquinas ascensores, depósitos, sanitarios públicos y office, y en su último piso 24° mirador panorámico.
El Edificio de Educación, de 75 m de altura, está compuesto por los siguientes niveles: del 3° piso a 13° planta de oficinas, sanitarios y office, 14° y 15° área ministerial, 16°, 17° y 18° salas máquinas, patios y depósitos.

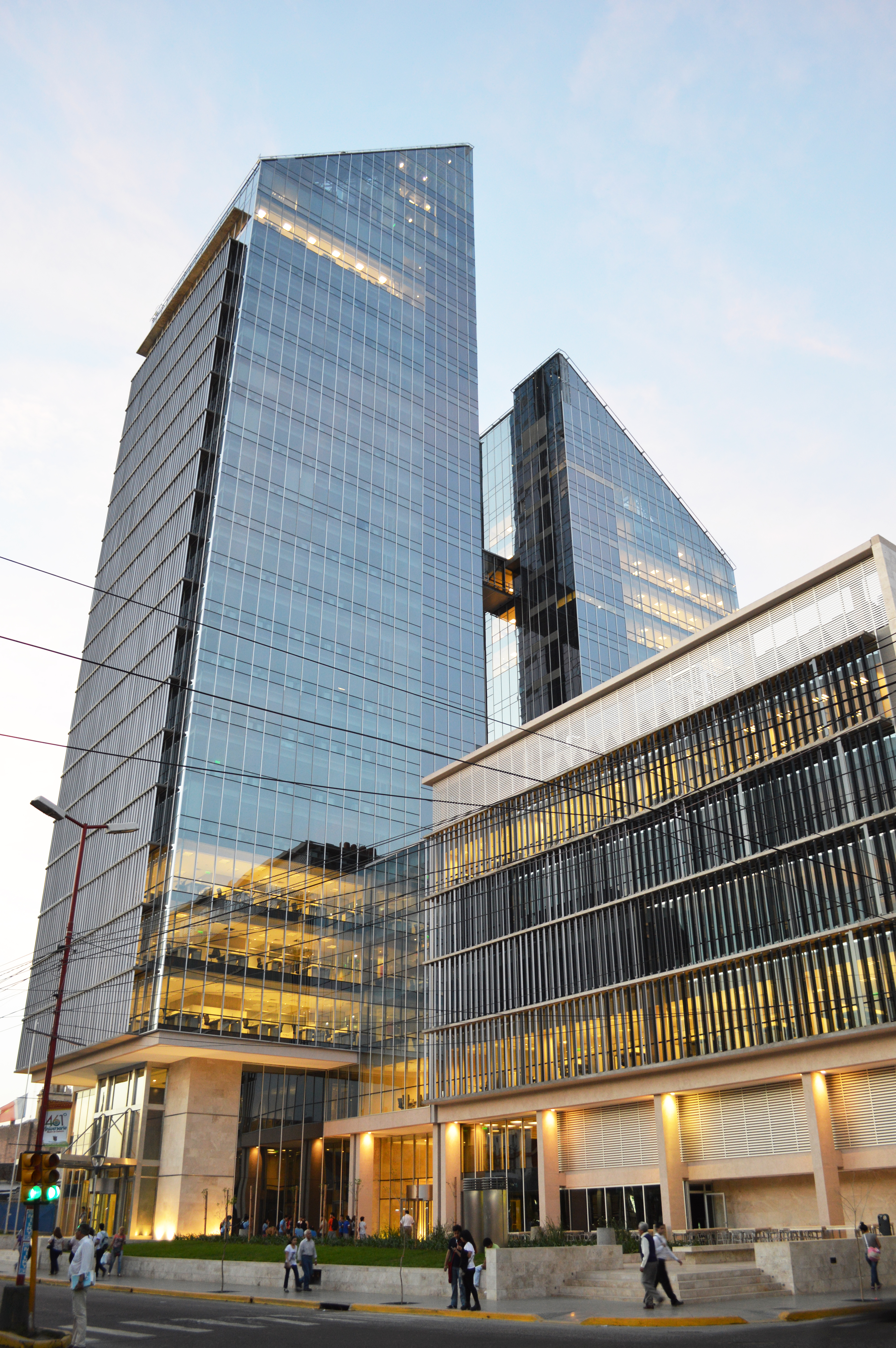
Vista del Complejo Juan Felipe Ibarra desde la esquina de Avenida Belgrano y San Martín.

El complejo posee dos edificios anexos. En el primero de ellos, de 10 pisos y aún en construcción, funcionará el Data Center, el Archivo General de la Provincia y los estacionamientos. El otro edificio, donde funciona exclusivamente la Caja Social, está conformado por un entrepiso más cuatro pisos altos.
Las características edilicias, son las siguientes:
- Superficie total del proyecto: 26 231 m²
- Superficie de subsuelo: 3507 m²;
- Basamento (PB, E/P, 1° y 2° piso): 5833 m²;
- Torre de Educación: 6823 m²;
- Torre de Economía: 10 068 m². Cuenta con 12 000 m³ de hormigón armado estructural, limitados por la transparencia del doble vidriado hermético (DVH) con sectores reforzados por parasoles de vidrio. Diez ascensores de alta velocidad. Capacidad operativa para 1700 empleados.

### Instalaciones y servicios
En la planta baja del complejo, se encuentra un Café Martínez, una reconocida marca de café bar. Su presencia en el complejo complementa las instalaciones existentes, añadiendo servicios para los visitantes del centro gubernamental en Santiago del Estero.

## Certificación LEED
Son los primeros edificios públicos de Argentina que certificaron bajo normas LEED. Refiere a aspectos relacionados con la eficiencia energética, el uso de energías alternativas, la mejora de la calidad ambiental interior, la eficiencia del consumo de agua, el desarrollo sostenible de los espacios libres de la parcela y la selección de materiales.
De este modo, el complejo se encuentra comprometido con el cuidado del medio ambiente y la sustentabilidad, desde la etapa de diseño y construcción. Por otra parte las fuentes de agua son alimentadas con agua de lluvia, que servirá también para regar las terrazas verdes. A través de sensores, detectores y automatismos, los edificios regulan de manera eficiente las necesidades de iluminación y mejora térmica de cada sector.
El complejo Juan Felipe Ibarra, obtuvo 54 puntos en la Certificación LEED, consiguiendo el nivel Plata. Tras esto, la ciudad de Santiago del Estero lidera en el país la construcción sustentable en edificios gubernamentales. El diseño eficiente combinado con prácticas sustentables, reducirán los costos de operación y mantenimiento durante toda la vida del complejo edilicio. Asimismo, disminuirá las demandas en la infraestructura a través de una eficiente gestión de residuos, aguas pluviales y menor consumo de energía eléctrica.